# Berliner Tor (Stettin)

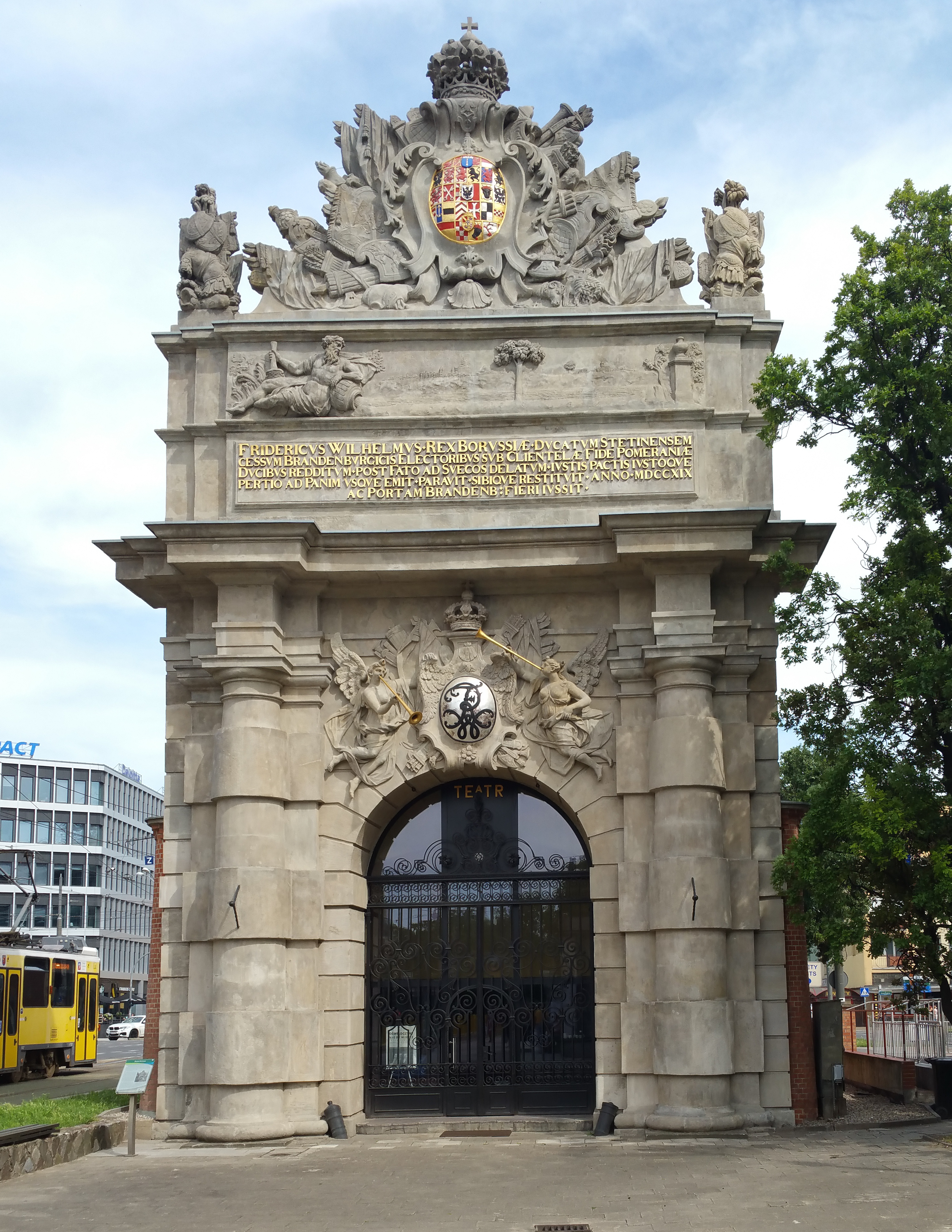
Westseite des Tores

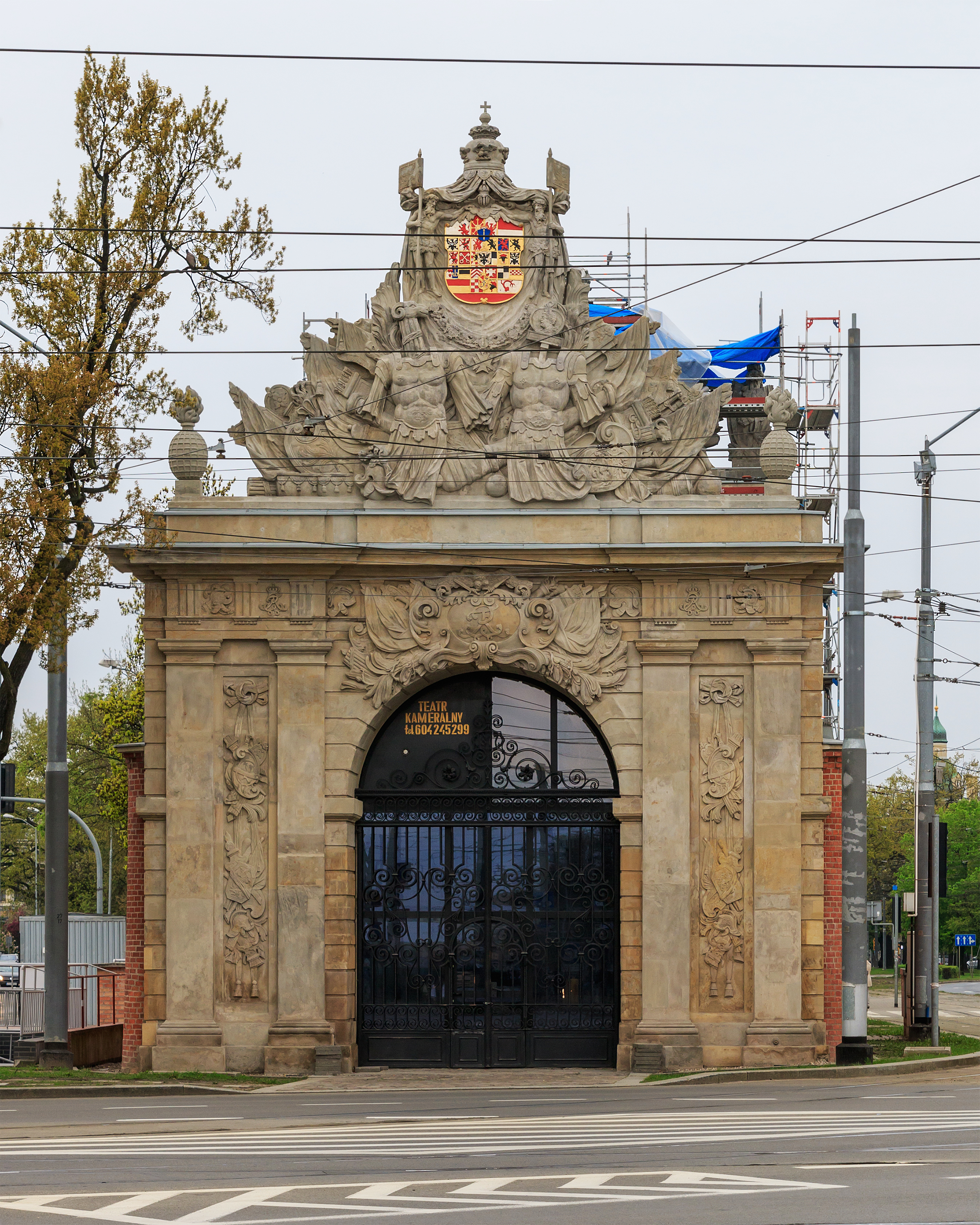
Ostseite des Tores

Das Berliner Tor, eigentlich Brandenburger Tor (polnisch Brama Portowa – „Hafentor“), ist ein Stadttor in Stettin. Das im 18. Jahrhundert zum barocken Prachttor umgestaltete Tor gehörte zur Festung Stettin. In der ersten Hälfte des 20. Jahrhunderts wurde es zu einem Brunnen umfunktioniert.

## Beschreibung

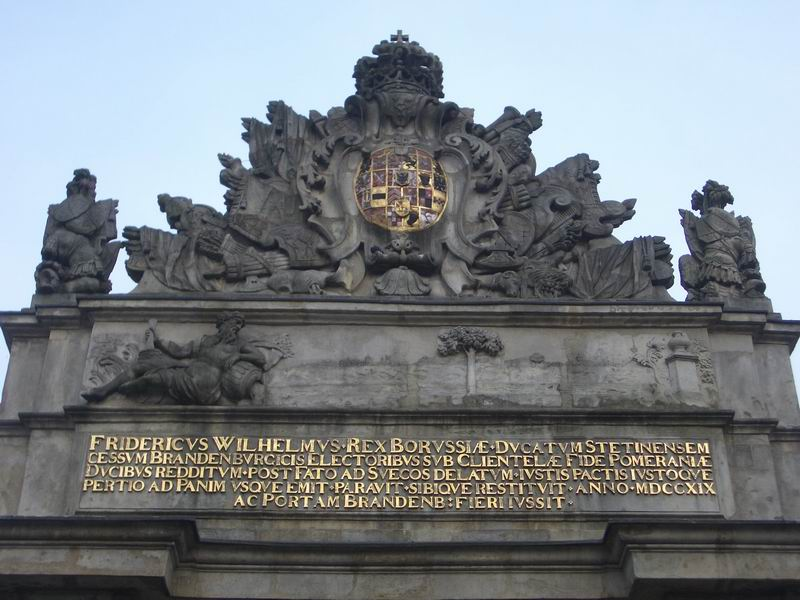
Detailansicht der Supraporte und des Epitaphs

Das Prachttor befand sich bei seiner Erbauung außerhalb der Stadt  als Zugang zur Festung zwischen der Passauer- und der Königsbastion. An der Außenseite war eine barocke Supraporte angebracht. Dort kann man den Wappenschild mit dem Monogramm des Königs Friedrich Wilhelm I. sehen. Die Ausschmückungen beziehen sich auf die Antike: Trophäen, Waffen und Blitzstrahlen des Göttervaters Jupiter, eine Allegorie des Sieges. Darüber ist folgendes Epitaph eingeschrieben:
Fridericvs Wilhelmvs•Rex Borrvssiæ•Dvcatum Stetinensem

cessvm Brandenbvrgicis Electoribvs svb Clientelæ Fide Pomeraniæ

Dvcibvs redditvm•Post Fato ad Svecos delatvm•Ivstis pactis ivstoqve

pertio ad Panim vsqve emit•paravit•sibiqve restitvit•Anno•MDCCXIX

ac Portam Brandenb:fieri ivssit•

„Friedrich Wilhelm, König von Preußen, kaufte das Herzogtum Stettin, welches den brandenburgischen Kurfürsten übertragen und den Herzögen von Pommern unter ihre Lehnhoheit zurückgegeben wurde und welches im späteren Verlauf durch das Schicksal an Schweden gekommen war. In gerechten Verträgen und zu einem gerechten Preis erwarb er es bis zur Peene und verleibte es seinem Staate wieder ein. Im Jahre 1719 und ließ dieses Brandenburger Tor erbauen.“

Heute steht das Bauwerk allein an einer Straßenkreuzung. Von 1976 bis 2013 war dort ein Geschäft mit polnischen Handwerk- und Kunstprodukten untergebracht. Seit 2014 beherbergt das Tor ein Kammertheater der Stettiner Gesellschaft der Kunstfreunde sowie eine Schokoladenmanufaktur. Ein anderes verbliebenes Festungstor ist das Königstor.

## Geschichte

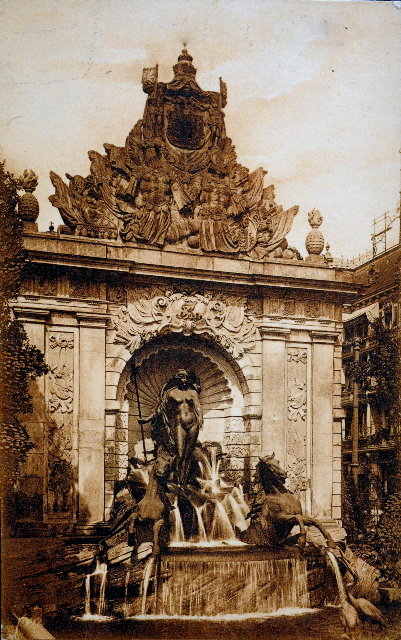
Tor mit Brunnen an der Ostseite, um 1910

Briefmarke der Deutschen Bundespost von 1966

Im Großen Nordischen Krieg, nach der Belagerung von Stettin erwarb Friedrich Wilhelm I. 1720 im Frieden von Stockholm Teile von Vorpommern, das den Schweden am Ende des Dreißigjährigen Krieges im Westfälischen Frieden zugefallen waren, in einem Kaufvertrag zurück. Als Erinnerung an die glückliche Zurückführung des Herzogtums Stettin ließ er beim Umbau der Festung am Brandenburger Tor das prachtvolle Portal mit der lateinischen Inschrift setzen. Der Architekt war der Festungsbaumeister Gerhard Cornelius von Walrave, die Steinmetzarbeiten wurden von dem Bildhauer Bartolomé Damart geschaffen. Als 1875 die Festung geschleift wurde, setzte sich Hugo Lemcke für den Erhalt des Berliner Tores ein.
1902 wurde die Stadtseite geschlossen und durch den Bildhauer Reinhold Felderhoff zu einem Brunnen – nach ihm auch Felderhoffbrunnen genannt – in neobarocken Formen umgearbeitet. 1932 wurde dieser Brunnen wegen des Umbaus des Verkehrsknotens Am Berliner Tor–Paradeplatz wieder entfernt. Zudem galt er nach Meinung des Provinzialkonservators Franz Balke als unglücklicher Missgriff im Städtebau und störe die Funktion des Bauwerks.
Nach 1945 wurde Stettin polnisch. Dennoch wurde das Tor von polnischen Restauratoren vorbildlich instand gehalten. Dies ist umso bemerkenswerter, als für nicht wenige Heimatvertriebene und deutsche Pommern das Tor die bauliche Manifestation der Zugehörigkeit Pommerns und Stettins zu Preußen symbolisiert. Am 15. Juni 1966 brachte die Deutsche Bundespost eine Briefmarkenreihe Deutsche Bauwerke aus zwölf Jahrhunderten heraus, in der auch das Berliner Tor abgebildet ist.